# Bürgerliche Küche

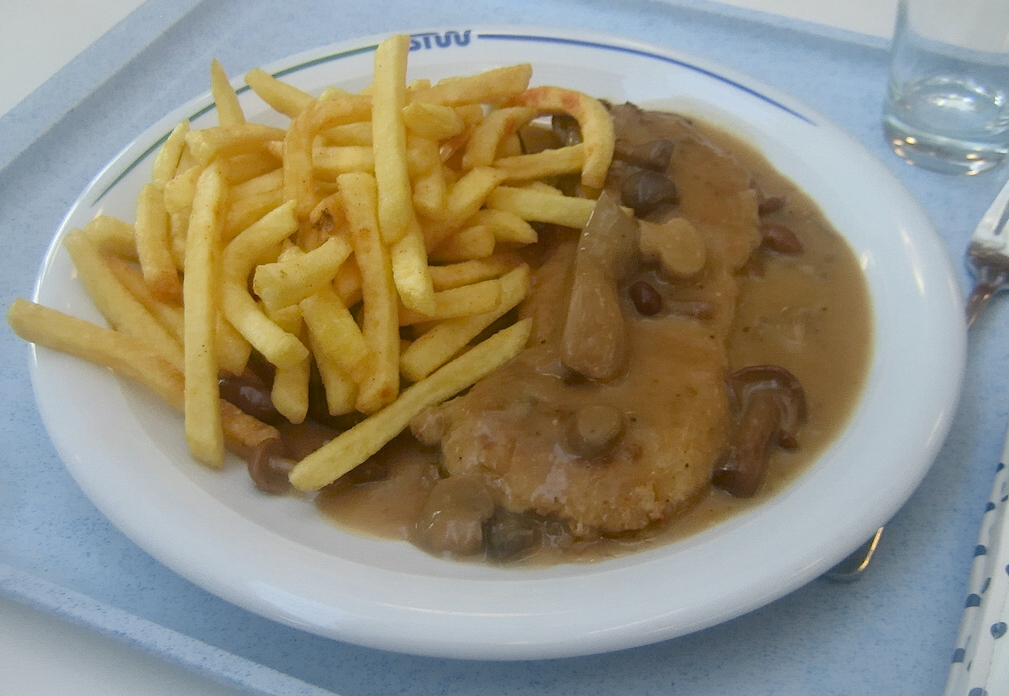
Das Jägerschnitzel repräsentiert die bürgerliche Küche

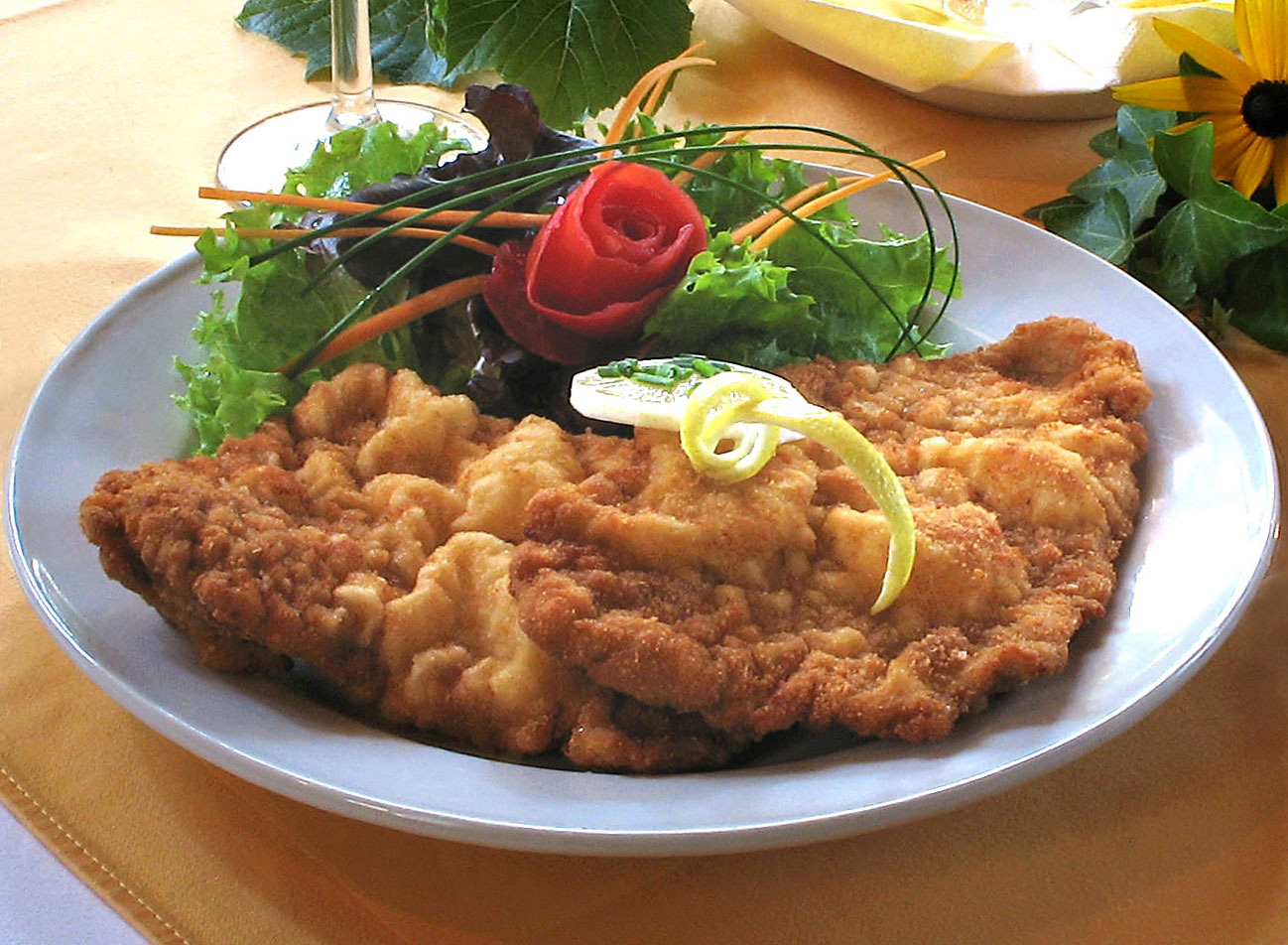
Auch das Wiener Schnitzel gehört zur bürgerlichen Küche

Die bürgerliche Küche entstand nicht nur in Abgrenzung zur adligen, sondern auch zur französischen Küche der Haute Cuisine und Grande Cuisine. Die bürgerliche Küche ist zwischen der volkstümlichen, bäuerlichen Küche und der Haute Cuisine anzusiedeln. Das Wort „bürgerlich“ bedeutet im Zusammenhang mit der Kochkunst „zur Mittelschicht oder zum Bürgertum gehörend“, so dass die bürgerliche Küche sowohl eine schichtspezifische als auch eine nationale Komponente aufweist.

## Geschichte
Gesellschaftliche Verhältnisse und der wissenschaftlich-technische Fortschritt prägten stets auch die Entwicklungen in der Kochkunst, wobei die bäuerlich-bürgerliche Küche von der höfischen Küche zu unterscheiden ist, zwischen denen es Wechselbeziehungen gibt. Die bäuerlich-bürgerliche Küche stellt die bodenständige Familienküche dar, deren Speisenzusammenstellungen und Essgewohnheiten sich im Rahmen der Lebensweise aus den regionalen Besonderheiten des Landbaus und der Viehzucht sowie des Fischfangs entwickelten und auch vom Handel (z. B. Gewürzhandel) abhängig waren. Die entstandenen nationalen und regionalen Spezialitäten sind heute Bestandteil moderner Speisenpläne.
Der Begriff bürgerliche Küche entstand zur Zeit der Industrialisierung, als der bürgerliche Mittelstand begann, höhere Ansprüche an Essensqualität zu stellen und bereit war, hierfür mehr Geld auszugeben. Sie grenzte sich von der herrschaftlichen Koch- und Esskultur (Haute Cuisine und Grande Cuisine) einerseits und von der bäuerlichen sowie der durch materielle Einschränkungen geprägten Arbeiterküche andererseits ab. Die bürgerliche Küche ist in erster Linie eine Küche für die Familie, in der die Versammlung zu den Mahlzeiten, mindestens zur Hauptmahlzeit am Mittag, einen hohen Stellenwert besaß. In den bürgerlichen Familien gab es meist keinen Koch; die Hausherrin stand oft selbst am Herd. Der seinem Beruf nachgehende Hausherr kam häufig zum Mittagessen nach Hause, ebenso wie die Kinder.
Dabei wurde die Alltagsküche unterschieden von der Sonntagsküche, zu der häufig weitere, nicht dem Haushalt angehörende Familienmitglieder eingeladen wurden. Dieses Sonntagsessen war dann auch durch größeren finanziellen und arbeitsintensiveren Aufwand geprägt und damit auch Statussymbol (Sonntagsbraten). Gehobene bürgerliche Küche meint vor allem diese Gerichte, die vom Einsatz hochwertiger Produkte geprägt sind. Insbesondere sind das größere Fleischgerichte wie etwa Braten oder Wildgerichte, aber auch Spargel als vergleichsweise teures Saisongemüse; üppige Desserts und Torten gehörten dazu.
Durch die Mitarbeit der Hausherrin entstanden in Deutschland eine Reihe von Gewohnheiten, die nach und nach große Verbreitung fanden. So kochte man etwa am Waschtag Gerichte, die wenig Aufmerksamkeit erfordern, wie z. B. Eintopf oder dicke Suppen. Da mit der Hausfrau nun eine nicht-professionelle Köchin am Herd stand, die gleichwohl gewisse Ansprüche an die Mahlzeiten für die Familie stellte, entstand das Bedürfnis nach vertiefenden Kenntnissen, die über das Allgemeinwissen der Hausherrin hinausging. Bis dahin waren schriftliche Rezeptsammlungen in erster Linie für die hauptberuflichen Köche bestimmt und gingen selten über allgemeine Beschreibungen der Zutaten und der Technik hinaus.
Eines der ersten und bekanntesten Kochbücher für diesen Zweck ist das Praktische Kochbuch für die gewöhnliche und feinere Küche von Henriette Davidis, erstmals 1844 erschienen. Darin sind nicht nur Kochrezepte für alle damals üblichen Gerichte der deutschen und französischen Küche aufgezählt, es informiert auch ausführlich über alle Fragen rund um Kochen, Vorratshaltung, Planung und Etikette für häusliche Gesellschaften.

## Gastrosophie
In der Gastrosophie beruht die bürgerliche Küche auf einfachen, nicht verfeinerten Gerichten in reichlichen Portionen, die nicht von professionellen Köchen hergestellt sein müssen. Kreativität, Phantasie oder Raffinesse sind nicht erforderlich. Die Zutaten (wie beispielsweise Soßen) können vorproduziert sein, auch die  Verwendung von Fertigprodukten ist statthaft.

## Gutbürgerliche Küche
Die französische Küche wird seit 1921 in die Kategorien „hohe Kochkunst“ (französisch Haute Cuisine), gutbürgerliche Küche (französisch cuisine bourgeoise), Regionalküche (französisch cuisine régionale) und die improvisierte bäuerliche Küche (französisch cuisine improvisée) eingeteilt. Dabei umfasst die „cuisine bourgeoise“ die schlichten, aber wohlschmeckenden Gerichte der französischen Mittelklasserestaurants. Die französische bürgerliche Koch- und Tafelkultur orientiert sich zwar an den kulinarischen Standards der Grande Cuisine, doch bemüht sie sich zugleich, den Aufwand so weit zu reduzieren, dass sich distinktive Wirkung und ökonomischer Einsatz die Balance halten.
In der deutschen „gutbürgerlichen Küche“ des 19. Jahrhunderts wurde Kochen ein „Objekt des Prestiges“ und die Küche (Mittel zum Zweck) eine Einrichtung der dort Beschäftigten.

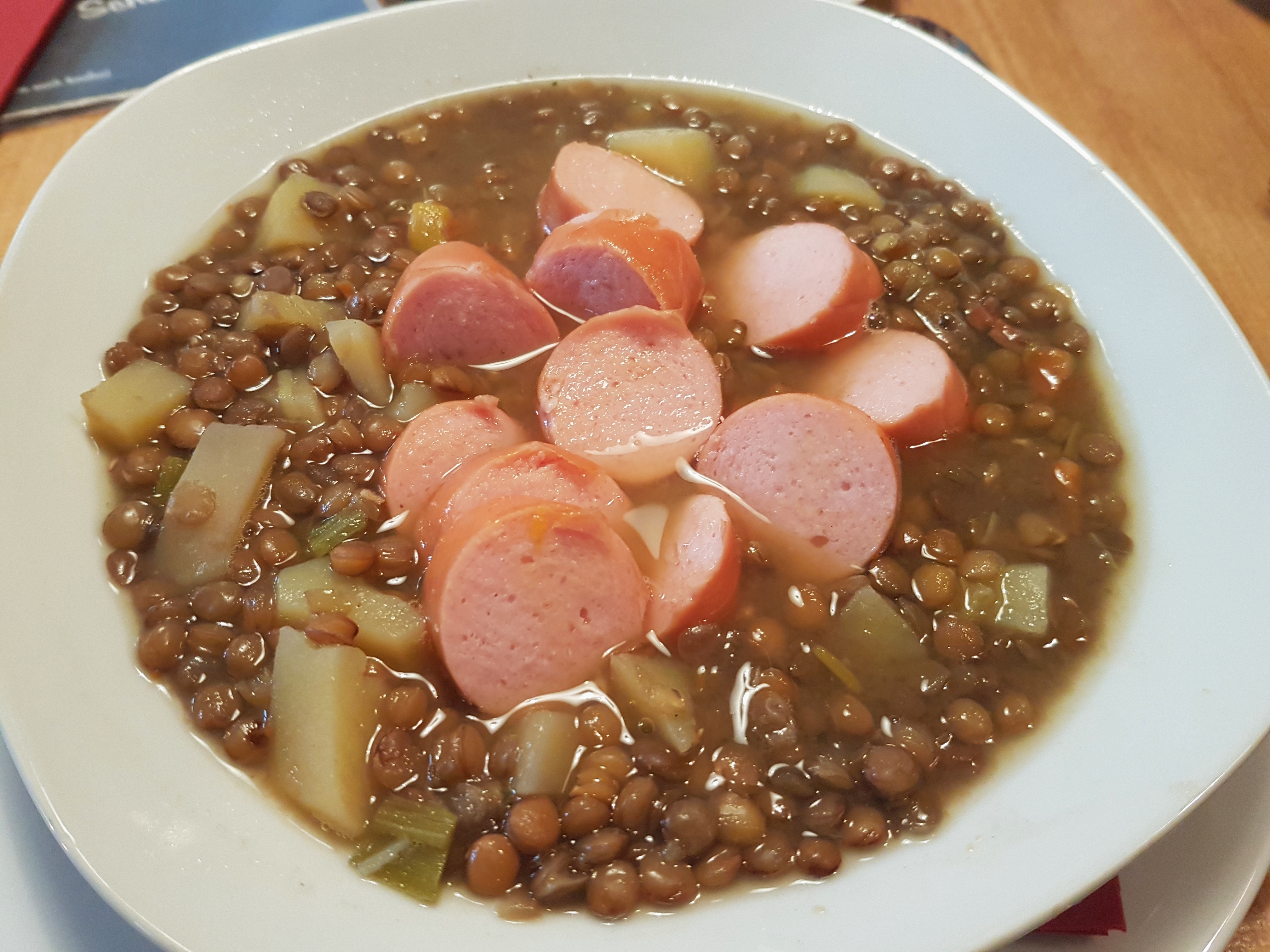
Typische Hausmannskost: Linsensuppe (hier mit Birnen und Bockwurst)

Der Begriff gutbürgerliche Küche umfasst heute auch aufwändigere Gerichte sowie teurere Zutaten und Gewürze, die sich bis ins 20. Jahrhundert hinein die einfache Bevölkerung nicht leisten konnte.

## Hausmannskost
Eng mit der bürgerlichen Küche verwandt, jedoch weiter zu fassen, ist der Begriff der Hausmannskost. Darin eingeschlossen sind auch die Bauern- und die Arbeiterküche. Heute wird die Bezeichnung häufig abwertend konnotiert, da im Allgemeinen eine schlichte und vor allem deftige Küche darunter verstanden wird, die für die Ernährung körperlich schwer arbeitender Menschen geeignet ist und gleichzeitig auf erschwinglichen Produkten basiert. Trotzdem hat die Hausmannskost zwischen den neueren Trends zu Fertiggerichten, Fast Food oder Fingerfood und für die internationale Küche auch heute noch ihren Platz.